# 毌丘長
毌丘長（？年—？年），膠東郡安丘縣人，東漢孝子。

## 生平
毌丘長和他的母親一起到市集，路上遇到醉漢侮辱他母親，毌丘長怒不可遏，殺死醉漢後逃亡在外。安丘縣派人追捕，於膠東被逮捕。時為膠東侯相的吳佑傳喚毌丘長，告訴他說：「做兒子的看到母親受辱，氣憤在所難免。但孝子憤怒時也要多加思考，行為不應該拖連親人。現在你背親逞怒，大白天的就殺人，如果赦免你，不義，但又不忍刑責你，該怎麼辦呢？」於是毌丘長自銬腳鐐手銬請罪說：「國家制訂法律，我行為觸犯法就應被囚禁。你雖憐憫我，但恩無所施。」吳佑詢問毌丘長是否已娶妻，毌丘長回答：「有妻但尚未有子。」，吳佑將他的妻子從安丘請到膠東，解除毌丘長的腳鐐手銬，讓毌丘長與妻子同宿牢獄。不久，毌丘長的妻子便懷孕。冬末準備行刑時，毌丘長哭著對其母說：「我辜負母親應當以死謝罪，但要拿什麼來報答吳君呢？」於是咬下一節手指吞下肚，含著血說：「我的妻子如果生了兒子，就取名為『吳生』，告訴他我臨死前吞指發誓，囑咐兒子將來要報答吳君。」說完便自縊而死。